# Национал-социалистическая партия Америки против Скоки
Национал-социалистическая партия Америки против Скоки — рассматривавшееся в Верховном суде США дело, посвящённое трактовке Первой поправки к конституции США в части защиты свободы собраний и свободы слова.

## Предыстория
В 1977 году неонацистское объединение «Национал–социалистическая партия Америки» (NSPA) запланировало марш в Скоки, пригороде Чикаго. Значительное число жителей Скоки были евреями, пережившими Холокост.
Этому решению предшествовало обращение лидера партии Фрэнка Коллина к властям Чикаго с просьбой дать разрешение на проведение марша в парке Маркет (где был расположен штаб партии). Однако муниципалитет потребовал у организаторов исключительно большую сумму в качестве страховки, мотивируя это тем, что марш может сопровождаться актами агрессии и может принести ущерб городскому хозяйству. После этого Коллин пригрозил провести марш в Скоки.

## Развитие ситуации
Окружной суд штата Иллинойс наложил запрет на демонстрацию нацистской униформы и свастики во время проведения марша в Скоки. Оспаривать этот запрет в суде высшей инстанции вызвался Американский союз защиты гражданских свобод (ACLU). ACLU предоставил своего адвоката, Бартона Джозефа. Он аргументировал, что запрет окружного суда нарушает Первую поправку по отношению к свободному самовыражению участников марша. Тем не менее, Апелляционный и Верховный суд Иллинойса отказались рассматривать жалобы по существу[уточнить], и дело направилось в Верховный суд США. 14 июня 1977 года Верховный суд США постановил устроить слушания по этому делу в Верховном суде Иллинойса. Особо подчёркивалось, что «если Штат собирается наложить ограничение на права, защищаемые Первой поправкой, он должен обеспечить строгие процедурные гарантии, включая возможность немедленной апелляции. В случае отсутствия подобной процедуры Штат должен разрешить собрание или митинг. В данном случае предписание Верховного суда Иллинойса содержало в себе ограничение этих прав».
По запросу Верховного суда США, Апелляционный суд Иллинойса отменил запреты на всё, кроме свастики. Верховный суд Иллинойса, в свою очередь, устроил очередные слушания этого дела, направленные на выяснение действия Первой поправки в отношении свастики. Защитники жителей Скоки утверждали, что для жителей-евреев сам вид свастики эквивалентен акту физической агрессии.
Тем не менее, Верховный суд Иллинойса разрешил NSPA устраивать демонстрацию, постановив, что свастика является символической формой речи, и тем самым охраняется Первой поправкой. Кроме того, было отмечено, что свастика сама по себе не относится к т. н. «словам, провоцирующим конфликт».

## Непосредственные последствия решения
Летом 1978 года NSPA провела три демонстрации, но вместо Скоки они были устроены в двух районах Чикаго. Общественное внимание к этим демонстрациям было исключительно низким, но известность дела за счёт разбирательства в Верховном суде США обеспечило внимание прессы.
В качестве ответа на действия суда некоторые из жителей Скоки, пострадавших во время Холокоста, создали музей, посвящённый памяти погибших в концентрационных лагерях.

## Общественный резонанс
Факт, что неонацистскую организацию защищал Американский союз защиты гражданских свобод, вызвал большой резонанс среди американских общественных организаций. В частности, выражая своё несогласие с руководством ACLU, из его состава вышло около 30 000 человек (15 % всей ACLU), что повлекло за собой отток из организации около $500 000 членских взносов.
Исполнительным директором ACLU в это время являлся Арье Нейер, этнический еврей, родившийся в Берлине в 1930-х годах и пострадавший от Холокоста во время Второй Мировой Войны. Разъясняя свою позицию по этому делу, Нейер в 1979 году написал книгу «Defending My Enemy: American Nazis, the Skokie Case and the Risks of Freedom» («Защищая моего врага. Американские нацисты, дело Скоки и риски свободы»).
Несмотря на то, что никаких принципиально новых юридических аргументов во время рассмотрения дела Скоки не прозвучало, книга Нейера последовательно разъясняла его позицию. В частности, Нейер приводит письмо, полученное среди сотен других во время процесса по делу Скоки:

Единственное, чего мне хочется, … — если когда-нибудь нас обоих принудят идти в колонне к какому-нибудь крематорию, вы окажетесь во главе её, где вам, в восторге вашем, представится возможность распевать осанну во славу свободы слова для ваших мучителей.
Оригинальный текст (англ.)My only hope ... is that if we are both forced into a march some day to some crematorium, you will be at the head of the parade, at which
time you will in your rapture have an opportunity to sing hosannas in praise of freedom of speech for your tormentors.

Нейер делает следующее замечание:

Я бы не смог заставить себя вступиться за свободу слова в Скоки, если бы не полагал, что наилучшие шансы для предотвращения второго Холокоста сохраняются у общества, в котором любое покушение на свободу людей встречает сопротивление.
Оригинальный текст (англ.)I could not bring myself to advocate freedom of speech in Skokie if I did not believe that the chances are best for preventing a repetition of the Holocaust in a society where every incursion on freedom is resisted.